# 白美清
白美清（1931年—），男，四川华阳人，中华人民共和国政治人物，曾任国务院副秘书长，中华人民共和国商业部、国内贸易部副部长，第八届全国人大代表。